# Liga Mistrzów w piłce siatkowej (2020/2021)
Liga Mistrzów 2020/2021 (oficjalna nazwa: 2021 CEV Volleyball Champions League) – 21. sezon Ligi Mistrzów rozgrywanej od 2000 roku (57. turniej ogólnie, wliczając Puchar Europy Mistrzów Krajowych), organizowanej przez Europejską Konfederację Piłki Siatkowej (CEV) w ramach europejskich pucharów dla 36 męskich klubowych zespołów siatkarskich.

## System rozgrywek
Liga Mistrzów w sezonie 2020/2021 składa się z czterech faz: kwalifikacji, fazy grupowej, fazy play-off oraz finału.

### Pierwotna wersja

#### Faza kwalifikacyjna
Faza kwalifikacyjna składa się z dwóch rund.
W 1. rundzie uczestniczy 18 drużyn. W drodze losowania podzielone zostają na sześć grup (A-F), tj. w każdej grupie znajdują się po trzy zespoły. Rywalizacja w grupach obywa się w formie trzech turniejów. Podczas każdego turnieju drużyny rozgrywają między sobą po jednym spotkaniu. Łącznie w ramach grupy drużyny rozgrywają między sobą po trzy spotkania. Awans do 2. rundy kwalifikacji uzyskują zwycięzcy poszczególnych grup.
W 2. rundzie uczestniczy 6 drużyn, które trafiają do dwóch grup (G i H) na podstawie poniższego klucza:
| Grupa G | Grupa H |
| ------- | ------- |
| A1      | D1      |
| B1      | E1      |
| C1      | F1      |

Rywalizacja w grupach toczy się na analogicznych zasadach co w 1. rundzie. Awans do fazy grupowej Ligi Mistrzów uzyskują zwycięzcy grupy G i H.
Drużyny, które w drodze kwalifikacji nie awansowały do fazy grupowej Ligi Mistrzów, uczestniczą w 1/16 finału Pucharu CEV.

#### Faza grupowa
W fazie grupowej uczestniczy 20 drużyn. W drodze losowania podzielone zostają na pięć grup (A-E). W każdej grupie drużyny rozgrywają między sobą po dwa spotkania – mecz u siebie i rewanż na wyjeździe. Do ćwierćfinałów awans uzyskują zwycięzcy poszczególnych grup oraz trzy najlepsze zespoły z drugich miejsc.

#### Faza play-off
Faza play-off składa się z ćwierćfinałów i półfinałów. Rywalizacja w obu rundach toczy się na zasadzie dwumeczów.
W ćwierćfinałach zespoły w drodze losowania zostają podzielone na cztery pary, tworząc drabinkę rozgrywek. W ramach pary drużyny rozgrywają między sobą po dwa spotkania – mecz u siebie i rewanż na wyjeździe. O awansie decyduje większa liczba zdobytych punktów meczowych. Za zwycięstwo 3:0 lub 3:1 drużyna otrzymuje 3 punkty meczowe, za zwycięstwo 3:2 – 2 punkty, za porażkę 2:3 – 1 punkt, natomiast za porażkę 1:3 lub 0:3 – 0 punktów. Jeżeli po rozegraniu dwumeczu obie drużyny mają tę samą liczbę punktów, o awansie decyduje tzw. złoty set grany do 15 punktów z dwoma punktami przewagi jednej z drużyn.
W półfinałach rywalizacja odbywa się na analogicznych zasadach co w ćwierćfinałach.

#### Finał
W finale Ligi Mistrzów uczestniczą zwycięzcy poszczególnych par półfinałowych. O zwycięstwie w Lidze Mistrzów decyduje jedno spotkanie rozgrywane na neutralnym terenie. Gospodarz finału zostaje wyłoniony w drodze konkursu.

### Zmiany wprowadzone w związku z pandemią COVID-19
Faza kwalifikacyjna: Ze względu na restrykcje związane z pandemią COVID-19 postanowiono zredukować liczbę turniejów. W grupach B, C, E i F (1. runda) oraz w grupach G i H (2. runda) rozegrany został jeden turniej, natomiast w grupach A i D – dwa turnieje z jednym gospodarzem.
Faza grupowa: Zamiast meczów każdy z każdym – mecz u siebie i rewanż na wyjeździe – postanowiono, że w ramach grupy rozegrane zostaną dwa turnieje. W każdym turnieju drużyny zagrają ze sobą po jednym spotkaniu.

## Podział miejsc w rozgrywkach
Podział miejsc w rozgrywkach dokonany został na podstawie rankingu dla Ligi Mistrzów.
Zgodnie z rankingiem do fazy grupowej Ligi Mistrzów w sezonie 2020/2021 mogły być zgłoszone:
- 3 drużyny z każdej z federacji zajmujących miejsce 1-3 w rankingu,
- 2 drużyny z każdej z federacji zajmujących miejsce 4-6 w rankingu,
- 1 drużyna z każdej z federacji zajmujących miejsca 7–9 w rankingu.

Federacje zajmujące miejsca 10-56 w rankingu miały prawo zgłoszenia jednej drużyny do kwalifikacji.
Zgodnie z decyzją Zarządu CEV z dnia 7 lipca 2020 roku, każda federacja mogła zgłosić jedną dodatkową drużynę do kwalifikacji, o ile drużyna ta spełniała następujące warunki:
- brała udział w co najmniej dwóch edycjach Ligi Mistrzów spośród trzech ostatnich (tj. spośród sezonów 2017/2018, 2018/2019 i 2019/2020),
- zajęła w lidze krajowej minimum 5. miejsce.

Prawo udziału w rozgrywkach można było uzyskać poprzez zajęcie odpowiedniego miejsca w ligowej klasyfikacji końcowej (na podstawie miejsca zajętego po fazie zasadniczej lub po fazie play-off).
| Rk    | Federacja            | Punkty | Liczba miejsc | Liczba miejsc |
| Rk    | Federacja            | Punkty | Faza grupowa  | Kwalifikacje  |
| ----- | -------------------- | ------ | ------------- | ------------- |
| 1     | Włochy               | 532,67 | 3             |               |
| 2     | Rosja                | 472,66 | 3             |               |
| 3     | Polska               | 387,01 | 3             |               |
| 4     | Niemcy               | 284,33 | 2             |               |
| 4     | Turcja               | 284,33 | 2             |               |
| 6     | Belgia               | 210,34 | 2             |               |
| 7     | Francja              | 199,33 | 1             |               |
| 8     | Słowenia             | 103,67 | 1             |               |
| 9     | Czechy               | 80,00  | 1             |               |
| Razem | Razem                | Razem  | 18            | —             |
| 10    | Grecja               | 79,67  |               | 1             |
| 11    | Serbia               | 72,00  |               | 1             |
| 12    | Finlandia            | 59,33  |               | 1             |
| 13    | Holandia             | 52,00  |               | 1             |
| 14    | Bułgaria             | 49,00  |               | 1             |
| 15    | Austria              | 44,00  |               | 1             |
| 16    | Białoruś             | 41,00  |               | 1             |
| 17    | Cypr                 | 36,00  |               | 1             |
| 18    | Rumunia              | 28,67  |               | 1             |
| 19    | Izrael               | 25,00  |               | 1             |
| 20    | Czarnogóra           | 24,00  |               | 1             |
| 20    | Dania                | 24,00  |               | 1             |
| 20    | Kosowo               | 24,00  |               | 1             |
| 20    | Szwajcaria           | 24,00  |               | 1             |
| 24    | Bośnia i Hercegowina | 16,00  |               | 1             |
| 24    | Chorwacja            | 16,00  |               | 1             |
| 24    | Hiszpania            | 16,00  |               | 1             |
| 27    | Estonia              | 13,00  |               | 1             |
| 28    | Norwegia             | 4,00   |               | 1             |
| 28    | Węgry                | 4,00   |               | 1             |
| 30    | Albania              | 0,00   |               | 1             |
| 30    | Andora               | 0,00   |               | 1             |
| 30    | Anglia               | 0,00   |               | 1             |
| 30    | Armenia              | 0,00   |               | 1             |
| 30    | Azerbejdżan          | 0,00   |               | 1             |
| 30    | Gibraltar            | 0,00   |               | 1             |
| 30    | Grenlandia           | 0,00   |               | 1             |
| 30    | Gruzja               | 0,00   |               | 1             |
| 30    | Irlandia             | 0,00   |               | 1             |
| 30    | Irlandia Północna    | 0,00   |               | 1             |
| 30    | Islandia             | 0,00   |               | 1             |
| 30    | Liechtenstein        | 0,00   |               | 1             |
| 30    | Litwa                | 0,00   |               | 1             |
| 30    | Luksemburg           | 0,00   |               | 1             |
| 30    | Łotwa                | 0,00   |               | 1             |
| 30    | Macedonia Północna   | 0,00   |               | 1             |
| 30    | Malta                | 0,00   |               | 1             |
| 30    | Mołdawia             | 0,00   |               | 1             |
| 30    | Monako               | 0,00   |               | 1             |
| 30    | Portugalia           | 0,00   |               | 1             |
| 30    | San Marino           | 0,00   |               | 1             |
| 30    | Słowacja             | 0,00   |               | 1             |
| 30    | Szkocja              | 0,00   |               | 1             |
| 30    | Szwecja              | 0,00   |               | 1             |
| 30    | Ukraina              | 0,00   |               | 1             |
| 30    | Walia                | 0,00   |               | 1             |
| 30    | Wyspy Owcze          | 0,00   |               | 1             |

## Drużyny uczestniczące
| Federacja               | Kluby                                   |
| ----------------------- | --------------------------------------- |
| Belgia                  | Lindemans Aalst (L1)                    |
| Belgia                  | Knack Roeselare (L2)                    |
| Czechy                  | VK ČEZ Karlovarsko (L1)                 |
| Francja                 | Tours VB (L1)                           |
| Niemcy                  | Berlin Recycling Volleys (L1)           |
| Niemcy                  | VfB Friedrichshafen (L3)                |
| Polska                  | Grupa Azoty ZAKSA Kędzierzyn-Koźle (L1) |
| Polska                  | Verva Warszawa Orlen Paliwa (L2)        |
| Polska                  | PGE Skra Bełchatów (L3)                 |
| Rosja                   | Lokomotiw Nowosybirsk (L1)              |
| Rosja                   | Zenit Kazań (L2)                        |
| Rosja                   | Kuzbass Kemerowo (L3)                   |
| Słowenia                | ACH Volley Lublana (L1)                 |
| Turcja                  | Fenerbahçe HDI Sigorta (L1)             |
| Turcja                  | Arkas Spor Izmir (L2)                   |
| Włochy                  | Cucine Lube Civitanova (L1)             |
| Włochy                  | Leo Shoes Modena (L2)                   |
| Włochy                  | Sir Sicoma Monini Perugia (L3)          |
| Zakwalifikowane drużyny |                                         |
| Polska                  | Jastrzębski Węgiel (L4)                 |
| Włochy                  | Itas Trentino (L4)                      |

## Podział na koszyki
Podział na koszyki wynikał z rankingu CEV dla Ligi Mistrzów.
W pierwszym koszyku znalazły się po dwie najwyżej sklasyfikowane drużyny z federacji zajmujących w rankingu miejsca 1-2 (tj. z Włoch i Rosji) oraz najwyżej sklasyfikowana drużyna z federacji zajmującej trzecie miejsce w rankingu (tj. z Polski).
W drugim koszyku ulokowane zostały druga najwyżej sklasyfikowana drużyna z federacji z trzeciego miejsca z rankingu oraz po dwie drużyny z federacji zajmujących wspólnie czwarte miejsce w rankingu (tj. z Niemiec i Turcji).
W trzecim koszyku rozmieszczono drużyny z federacji zajmujących w rankingu miejsca 6-9, w czwartym koszyku natomiast – trzecie drużyny z Włoch, Rosji i Polski oraz zespoły, które awansowały do fazy grupowej w drodze eliminacji.
Losowanie odbyło się 21 sierpnia 2020 roku w Luksemburgu.
| Koszyk 1                           | Koszyk 2                    | Koszyk 3           | Koszyk 4                          |
| ---------------------------------- | --------------------------- | ------------------ | --------------------------------- |
| Cucine Lube Civitanova             | Verva Warszawa Orlen Paliwa | Lindemans Aalst    | Sir Sicoma Monini Perugia         |
| Leo Shoes Modena                   | Berlin Recycling Volleys    | Knack Roeselare    | Kuzbass Kemerowo                  |
| Lokomotiw Nowosybirsk              | VfB Friedrichshafen         | Tours VB           | PGE Skra Bełchatów                |
| Zenit Kazań                        | Fenerbahçe HDI Sigorta      | ACH Volley Lublana | zakwalifikowana drużyna z grupy G |
| Grupa Azoty ZAKSA Kędzierzyn-Koźle | Arkas Spor Izmir            | VK ČEZ Karlovarsko | zakwalifikowana drużyna z grupy H |

## Rozgrywki

### Faza grupowa
awans do ćwierćfinału

#### Grupa A
Tabela
| Lp. | Drużyna                            | Mecze | Mecze   | Mecze   | Pkt | Sety | Sety | Sety  | Małe punkty | Małe punkty | Małe punkty |
| Lp. | Drużyna                            | M     | W (3:2) | P (2:3) | Pkt | wyg. | prz. | ratio | zdob.       | str.        | ratio       |
| --- | ---------------------------------- | ----- | ------- | ------- | --- | ---- | ---- | ----- | ----------- | ----------- | ----------- |
| 1   | Grupa Azoty ZAKSA Kędzierzyn-Koźle | 6     | 6 (1)   | 0 (0)   | 17  | 18   | 3    | 6.000 | 501         | 405         | 1.237       |
| 2   | PGE Skra Bełchatów                 | 6     | 4 (0)   | 2 (1)   | 13  | 14   | 9    | 1.556 | 524         | 480         | 1.092       |
| 3   | Fenerbahçe HDI Sigorta             | 6     | 2 (1)   | 4 (0)   | 5   | 8    | 14   | 0.571 | 458         | 499         | 0.918       |
| 4   | Lindemans Aalst                    | 6     | 0 (0)   | 6 (1)   | 1   | 4    | 18   | 0.222 | 416         | 515         | 0.808       |

Źródło: cev.eu
Punktacja: 3:0 i 3:1 – 3 pkt; 3:2 – 2 pkt; 2:3 – 1 pkt; 1:3 i 0:3 – 0 pkt
Zasady ustalania kolejności: 1. liczba zwycięstw; 2. liczba punktów; 3. stosunek setów; 4. stosunek małych punktów; 5. bilans w bezpośrednich meczach
Wyniki spotkań
Turniej 1
 Hala Azoty, Kędzierzyn-Koźle
| Data       | Godz. | Drużyna 1                          | Wynik | Drużyna 2                          | 1     | 2     | 3     | 4     | 5    | Widzów | *      |
| ---------- | ----- | ---------------------------------- | ----- | ---------------------------------- | ----- | ----- | ----- | ----- | ---- | ------ | ------ |
| 08.12.2020 | 18:00 | Lindemans Aalst                    | 2:3   | Fenerbahçe HDI Sigorta             | 25:20 | 22:25 | 21:25 | 25:17 | 9:15 | 0      | raport |
| 08.12.2020 | 20:30 | PGE Skra Bełchatów                 | 0:3   | Grupa Azoty ZAKSA Kędzierzyn-Koźle | 21:25 | 19:25 | 19:25 |       |      | 0      | raport |
| 09.12.2020 | 18:00 | Lindemans Aalst                    | 0:3   | PGE Skra Bełchatów                 | 16:25 | 17:25 | 16:25 |       |      | 0      | raport |
| 09.12.2020 | 20:30 | Fenerbahçe HDI Sigorta             | 0:3   | Grupa Azoty ZAKSA Kędzierzyn-Koźle | 21:25 | 20:25 | 13:25 |       |      | 0      | raport |
| 10.12.2020 | 18:00 | Fenerbahçe HDI Sigorta             | 1:3   | PGE Skra Bełchatów                 | 18:25 | 21:25 | 25:23 | 21:25 |      | 0      | raport |
| 10.12.2020 | 20:30 | Grupa Azoty ZAKSA Kędzierzyn-Koźle | 3:0   | Lindemans Aalst                    | 25:19 | 25:19 | 25:17 |       |      | 0      | raport |

Turniej 2
 Hala „Energia”, Bełchatów
| Data       | Godz. | Drużyna 1                          | Wynik | Drużyna 2                          | 1     | 2     | 3     | 4     | 5     | Widzów | *      |
| ---------- | ----- | ---------------------------------- | ----- | ---------------------------------- | ----- | ----- | ----- | ----- | ----- | ------ | ------ |
| 26.01.2021 | 18:00 | Lindemans Aalst                    | 0:3   | Fenerbahçe HDI Sigorta             | 14:25 | 19:25 | 19:25 |       |       | 0      | raport |
| 26.01.2021 | 20:30 | PGE Skra Bełchatów                 | 2:3   | Grupa Azoty ZAKSA Kędzierzyn-Koźle | 23:25 | 25:21 | 20:25 | 25:19 | 10:15 | 0      | raport |
| 27.01.2021 | 18:00 | Lindemans Aalst                    | 1:3   | PGE Skra Bełchatów                 | 25:17 | 20:25 | 18:25 | 20:25 |       | 0      | raport |
| 27.01.2021 | 20:30 | Fenerbahçe HDI Sigorta             | 0:3   | Grupa Azoty ZAKSA Kędzierzyn-Koźle | 23:25 | 18:25 | 18:25 |       |       | 0      | raport |
| 28.01.2021 | 18:00 | Fenerbahçe HDI Sigorta             | 1:3   | PGE Skra Bełchatów                 | 25:22 | 20:25 | 18:25 | 20:25 |       | 0      | raport |
| 28.01.2021 | 20:30 | Grupa Azoty ZAKSA Kędzierzyn-Koźle | 3:1   | Lindemans Aalst                    | 21:25 | 25:16 | 25:15 | 25:19 |       | 0      | raport |

#### Grupa B
Tabela
| Lp. | Drużyna                   | Mecze | Mecze   | Mecze   | Pkt | Sety | Sety | Sety  | Małe punkty | Małe punkty | Małe punkty |
| Lp. | Drużyna                   | M     | W (3:2) | P (2:3) | Pkt | wyg. | prz. | ratio | zdob.       | str.        | ratio       |
| --- | ------------------------- | ----- | ------- | ------- | --- | ---- | ---- | ----- | ----------- | ----------- | ----------- |
| 1   | Sir Sicoma Monini Perugia | 6     | 5 (0)   | 1 (0)   | 15  | 16   | 4    | 4.000 | 483         | 295         | 1.637       |
| 2   | Cucine Lube Civitanova    | 6     | 5 (0)   | 1 (0)   | 15  | 15   | 5    | 3.000 | 479         | 313         | 1.530       |
| 3   | Tours VB                  | 6     | 2 (0)   | 4 (0)   | 6   | 8    | 12   | 0.667 | 436         | 340         | 1.282       |
| 4   | Arkas Spor                | 6     | 0 (0)   | 6 (0)   | 0   | 0    | 18   | 0.000 | 0           | 450         | 0.000       |

Źródło: cev.eu
Punktacja: 3:0 i 3:1 – 3 pkt; 3:2 – 2 pkt; 2:3 – 1 pkt; 1:3 i 0:3 – 0 pkt
Zasady ustalania kolejności: 1. liczba zwycięstw; 2. liczba punktów; 3. stosunek setów; 4. stosunek małych punktów; 5. bilans w bezpośrednich meczach
Ze względu na przypadki zarażenia części zawodników i sztabu szkoleniowego wirusem COVID-19 drużyna Arkas Spor Izmir była zmuszona oddać mecze walkowerem.
Wyniki spotkań
Turniej 1
 Salle Robert Grenon, Tours
| Data       | Godz. | Drużyna 1                 | Wynik | Drużyna 2                 | 1     | 2     | 3     | 4     | 5 | Widzów | *      |
| ---------- | ----- | ------------------------- | ----- | ------------------------- | ----- | ----- | ----- | ----- | - | ------ | ------ |
| 08.12.2020 | 18:00 | Arkas Spor                | 0:3   | Tours VB                  | 0:25  | 0:25  | 0:25  |       |   | —      | raport |
| 08.12.2020 | 20:30 | Cucine Lube Civitanova    | 3:1   | Sir Sicoma Monini Perugia | 25:22 | 22:25 | 25:20 | 25:23 |   | 0      | raport |
| 09.12.2020 | 18:00 | Sir Sicoma Monini Perugia | 3:0   | Arkas Spor                | 25:0  | 25:0  | 25:0  |       |   | —      | raport |
| 09.12.2020 | 20:30 | Tours VB                  | 0:3   | Cucine Lube Civitanova    | 21:25 | 23:25 | 23:25 |       |   | 0      | raport |
| 10.12.2020 | 18:00 | Arkas Spor                | 0:3   | Cucine Lube Civitanova    | 0:25  | 0:25  | 0:25  |       |   | —      | raport |
| 10.12.2020 | 20:30 | Sir Sicoma Monini Perugia | 3:0   | Tours VB                  | 25:19 | 25:22 | 25:22 |       |   | 0      | raport |

Turniej 2
 Pala Barton, Perugia
| Data       | Godz. | Drużyna 1                 | Wynik | Drużyna 2                 | 1     | 2     | 3     | 4     | 5 | Widzów | *      |
| ---------- | ----- | ------------------------- | ----- | ------------------------- | ----- | ----- | ----- | ----- | - | ------ | ------ |
| 09.02.2021 | 18:00 | Arkas Spor                | 0:3   | Sir Sicoma Monini Perugia | 0:25  | 0:25  | 0:25  |       |   | —      | raport |
| 09.02.2021 | 20:30 | Cucine Lube Civitanova    | 3:1   | Tours VB                  | 22:25 | 25:20 | 25:21 | 25:15 |   | 0      | raport |
| 10.02.2021 | 18:00 | Tours VB                  | 3:0   | Arkas Spor                | 25:0  | 25:0  | 25:0  |       |   | —      | raport |
| 10.02.2021 | 20:30 | Sir Sicoma Monini Perugia | 3:0   | Cucine Lube Civitanova    | 25:21 | 25:18 | 25:21 |       |   | 0      | raport |
| 11.02.2021 | 18:00 | Cucine Lube Civitanova    | 3:0   | Arkas Spor                | 25:0  | 25:0  | 25:0  |       |   | —      | raport |
| 11.02.2021 | 20:30 | Tours VB                  | 1:3   | Sir Sicoma Monini Perugia | 25:18 | 15:25 | 14:25 | 21:25 |   | 0      | raport |

#### Grupa C
Tabela
| Lp. | Drużyna                  | Mecze | Mecze   | Mecze   | Pkt | Sety | Sety | Sety  | Małe punkty | Małe punkty | Małe punkty |
| Lp. | Drużyna                  | M     | W (3:2) | P (2:3) | Pkt | wyg. | prz. | ratio | zdob.       | str.        | ratio       |
| --- | ------------------------ | ----- | ------- | ------- | --- | ---- | ---- | ----- | ----------- | ----------- | ----------- |
| 1   | Zenit Kazań              | 6     | 6 (0)   | 0 (0)   | 18  | 18   | 2    | 9.000 | 492         | 282         | 1.745       |
| 2   | Berlin Recycling Volleys | 6     | 4 (0)   | 2 (0)   | 12  | 12   | 6    | 2.000 | 406         | 266         | 1.526       |
| 3   | ACH Volley Lublana       | 6     | 2 (0)   | 4 (0)   | 6   | 8    | 12   | 0.667 | 442         | 342         | 1.292       |
| 4   | Jastrzębski Węgiel       | 6     | 0 (0)   | 6 (0)   | 0   | 0    | 18   | 0.000 | 0           | 450         | 0.000       |

Źródło: cev.eu
Punktacja: 3:0 i 3:1 – 3 pkt; 3:2 – 2 pkt; 2:3 – 1 pkt; 1:3 i 0:3 – 0 pkt
Zasady ustalania kolejności: 1. liczba zwycięstw; 2. liczba punktów; 3. stosunek setów; 4. stosunek małych punktów; 5. bilans w bezpośrednich meczach
Ze względu na przypadki zarażenia części zawodników i sztabu szkoleniowego wirusem COVID-19 drużyna Jastrzębskiego Węgla była zmuszona oddać mecze walkowerem.
Wyniki spotkań
Turniej 1
 Max-Schmeling-Halle, Berlin
| Data       | Godz. | Drużyna 1                | Wynik | Drużyna 2                | 1     | 2     | 3     | 4     | 5 | Widzów | *      |
| ---------- | ----- | ------------------------ | ----- | ------------------------ | ----- | ----- | ----- | ----- | - | ------ | ------ |
| 08.12.2020 | 17:00 | ACH Volley Lublana       | 0:3   | Berlin Recycling Volleys | 20:25 | 23:25 | 21:25 |       |   | 0      | raport |
| 08.12.2020 | 19:30 | Jastrzębski Węgiel       | 0:3   | Zenit Kazań              | 0:25  | 0:25  | 0:25  |       |   | —      | raport |
| 09.12.2020 | 17:00 | ACH Volley Lublana       | 3:0   | Jastrzębski Węgiel       | 25:0  | 25:0  | 25:0  |       |   | —      | raport |
| 09.12.2020 | 19:30 | Berlin Recycling Volleys | 0:3   | Zenit Kazań              | 21:25 | 19:25 | 18:25 |       |   | 0      | raport |
| 10.12.2020 | 17:00 | Zenit Kazań              | 3:1   | ACH Volley Lublana       | 25:16 | 19:25 | 25:23 | 28:26 |   | 0      | raport |
| 10.12.2020 | 19:30 | Berlin Recycling Volleys | 3:0   | Jastrzębski Węgiel       | 25:0  | 25:0  | 25:0  |       |   | —      | raport |

Turniej 2
 Centrum siatkarskie "Sankt-Pietierburg", Kazań
| Data       | Godz. | Drużyna 1                | Wynik | Drużyna 2                | 1     | 2     | 3     | 4     | 5 | Widzów | *      |
| ---------- | ----- | ------------------------ | ----- | ------------------------ | ----- | ----- | ----- | ----- | - | ------ | ------ |
| 09.02.2021 | 16:00 | Jastrzębski Węgiel       | 0:3   | Zenit Kazań              | 0:25  | 0:25  | 0:25  |       |   | —      | raport |
| 09.02.2021 | 19:00 | ACH Volley Lublana       | 0:3   | Berlin Recycling Volleys | 19:25 | 20:25 | 13:25 |       |   | 150    | raport |
| 10.02.2021 | 16:00 | Berlin Recycling Volleys | 0:3   | Zenit Kazań              | 18:25 | 16:25 | 14:25 |       |   | 1300   | raport |
| 10.02.2021 | 19:00 | ACH Volley Lublana       | 3:0   | Jastrzębski Węgiel       | 25:0  | 25:0  | 25:0  |       |   | —      | raport |
| 11.02.2021 | 16:00 | Zenit Kazań              | 3:1   | ACH Volley Lublana       | 25:21 | 20:25 | 25:20 | 25:20 |   | 1200   | raport |
| 11.02.2021 | 19:00 | Berlin Recycling Volleys | 3:0   | Jastrzębski Węgiel       | 25:0  | 25:0  | 25:0  |       |   | —      | raport |

#### Grupa D
Tabela
| Lp. | Drużyna                     | Mecze | Mecze   | Mecze   | Pkt | Sety | Sety | Sety  | Małe punkty | Małe punkty | Małe punkty |
| Lp. | Drużyna                     | M     | W (3:2) | P (2:3) | Pkt | wyg. | prz. | ratio | zdob.       | str.        | ratio       |
| --- | --------------------------- | ----- | ------- | ------- | --- | ---- | ---- | ----- | ----------- | ----------- | ----------- |
| 1   | Leo Shoes Modena            | 6     | 4 (1)   | 2 (1)   | 12  | 14   | 9    | 1.556 | 533         | 503         | 1.060       |
| 2   | Verva Warszawa Orlen Paliwa | 6     | 4 (1)   | 2 (1)   | 12  | 14   | 9    | 1.556 | 513         | 487         | 1.053       |
| 3   | Knack Roeselare             | 6     | 2 (0)   | 4 (1)   | 7   | 9    | 13   | 0.692 | 475         | 506         | 0.939       |
| 4   | Kuzbass Kemerowo            | 6     | 2 (1)   | 4 (0)   | 5   | 8    | 14   | 0.571 | 476         | 501         | 0.950       |

Źródło: cev.eu
Punktacja: 3:0 i 3:1 – 3 pkt; 3:2 – 2 pkt; 2:3 – 1 pkt; 1:3 i 0:3 – 0 pkt
Zasady ustalania kolejności: 1. liczba zwycięstw; 2. liczba punktów; 3. stosunek setów; 4. stosunek małych punktów; 5. bilans w bezpośrednich meczach
Wyniki spotkań
Turniej 1
 Sporthal Schiervelde, Roeselare
| Data       | Godz. | Drużyna 1                   | Wynik | Drużyna 2                   | 1     | 2     | 3     | 4     | 5     | Widzów | *      |
| ---------- | ----- | --------------------------- | ----- | --------------------------- | ----- | ----- | ----- | ----- | ----- | ------ | ------ |
| 15.12.2020 | 17:30 | Kuzbass Kemerowo            | 1:3   | Leo Shoes Modena            | 23:25 | 19:25 | 25:22 | 28:30 |       | 0      | raport |
| 15.12.2020 | 20:30 | Knack Roeselare             | 0:3   | Verva Warszawa Orlen Paliwa | 18:25 | 24:26 | 19:25 |       |       | 0      | raport |
| 16.12.2020 | 17:30 | Verva Warszawa Orlen Paliwa | 0:3   | Leo Shoes Modena            | 21:25 | 17:25 | 24:26 |       |       | 0      | raport |
| 16.12.2020 | 20:30 | Knack Roeselare             | 0:3   | Kuzbass Kemerowo            | 24:26 | 16:25 | 20:25 |       |       | 0      | raport |
| 17.12.2020 | 17:30 | Verva Warszawa Orlen Paliwa | 3:0   | Kuzbass Kemerowo            | 25:22 | 25:22 | 25:16 |       |       | 0      | raport |
| 17.12.2020 | 20:30 | Leo Shoes Modena            | 3:2   | Knack Roeselare             | 25:27 | 25:19 | 22:25 | 25:22 | 15:11 | 0      | raport |

Turniej 2
 PalaPanini, Modena
| Data       | Godz. | Drużyna 1                   | Wynik | Drużyna 2                   | 1     | 2     | 3     | 4     | 5     | Widzów | *      |
| ---------- | ----- | --------------------------- | ----- | --------------------------- | ----- | ----- | ----- | ----- | ----- | ------ | ------ |
| 09.02.2021 | 18:00 | Knack Roeselare             | 1:3   | Verva Warszawa Orlen Paliwa | 25:20 | 19:25 | 20:25 | 18:25 |       | 0      | raport |
| 09.02.2021 | 20:30 | Kuzbass Kemerowo            | 0:3   | Leo Shoes Modena            | 22:25 | 15:25 | 21:25 |       |       | 0      | raport |
| 10.02.2021 | 17:30 | Knack Roeselare             | 3:1   | Kuzbass Kemerowo            | 18:25 | 25:20 | 25:20 | 25:17 |       | 0      | raport |
| 10.02.2021 | 20:30 | Verva Warszawa Orlen Paliwa | 3:2   | Leo Shoes Modena            | 20:25 | 27:25 | 22:25 | 25:18 | 15:10 | 0      | raport |
| 11.02.2021 | 18:00 | Leo Shoes Modena            | 0:3   | Knack Roeselare             | 22:25 | 21:25 | 22:25 |       |       | 0      | raport |
| 11.02.2021 | 20:30 | Verva Warszawa Orlen Paliwa | 2:3   | Kuzbass Kemerowo            | 23:25 | 25:21 | 18:25 | 25:19 | 5:15  | 0      | raport |

#### Grupa E
Tabela
| Lp. | Drużyna               | Mecze | Mecze   | Mecze   | Pkt | Sety | Sety | Sety  | Małe punkty | Małe punkty | Małe punkty |
| Lp. | Drużyna               | M     | W (3:2) | P (2:3) | Pkt | wyg. | prz. | ratio | zdob.       | str.        | ratio       |
| --- | --------------------- | ----- | ------- | ------- | --- | ---- | ---- | ----- | ----------- | ----------- | ----------- |
| 1   | Itas Trentino         | 6     | 6 (1)   | 0 (0)   | 17  | 18   | 4    | 4.500 | 526         | 377         | 1.395       |
| 2   | Lokomotiw Nowosybirsk | 6     | 3 (1)   | 3 (1)   | 9   | 11   | 12   | 0.917 | 513         | 461         | 1.113       |
| 3   | VfB Friedrichshafen   | 6     | 2 (0)   | 4 (0)   | 6   | 6    | 13   | 0.462 | 228         | 442         | 0.516       |
| 4   | VK ČEZ Karlovarsko    | 6     | 1 (0)   | 5 (1)   | 4   | 9    | 15   | 0.600 | 524         | 511         | 1.025       |

Źródło: cev.eu
Punktacja: 3:0 i 3:1 – 3 pkt; 3:2 – 2 pkt; 2:3 – 1 pkt; 1:3 i 0:3 – 0 pkt
Zasady ustalania kolejności: 1. liczba zwycięstw; 2. liczba punktów; 3. stosunek setów; 4. stosunek małych punktów; 5. bilans w bezpośrednich meczach
Ze względu na przypadki zarażenia części zawodników i sztabu szkoleniowego wirusem COVID-19 drużyna VfB Friedrichshafen była zmuszona oddać mecze walkowerem.
Wyniki spotkań
Turniej 1
 BLM Group Arena, Trydent
| Data       | Godz. | Drużyna 1             | Wynik | Drużyna 2             | 1     | 2     | 3     | 4     | 5    | Widzów | *      |
| ---------- | ----- | --------------------- | ----- | --------------------- | ----- | ----- | ----- | ----- | ---- | ------ | ------ |
| 01.12.2020 | 16:00 | Itas Trentino         | 3:2   | Lokomotiw Nowosybirsk | 21:25 | 23:25 | 25:23 | 25:23 | 15:2 | 0      | raport |
| 01.12.2020 | 19:30 | VK ČEZ Karlovarsko    | 1:3   | VfB Friedrichshafen   | 14:25 | 22:25 | 25:23 | 16:25 |      | 0      | raport |
| 02.12.2020 | 16:00 | VfB Friedrichshafen   | 3:0   | Lokomotiw Nowosybirsk | 25:20 | 25:23 | 25:22 |       |      | 0      | raport |
| 02.12.2020 | 19:30 | VK ČEZ Karlovarsko    | 1:3   | Itas Trentino         | 25:19 | 18:25 | 18:25 | 20:25 |      | 0      | raport |
| 03.12.2020 | 16:00 | VfB Friedrichshafen   | 0:3   | Itas Trentino         | 19:25 | 18:25 | 18:25 |       |      | 0      | raport |
| 03.12.2020 | 19:30 | Lokomotiw Nowosybirsk | 3:1   | VK ČEZ Karlovarsko    | 25:19 | 25:27 | 25:18 | 25:22 |      | 0      | raport |

Turniej 2
 ZF-Arena, Friedrichshafen
| Data       | Godz. | Drużyna 1             | Wynik | Drużyna 2             | 1     | 2     | 3     | 4     | 5     | Widzów | *      |
| ---------- | ----- | --------------------- | ----- | --------------------- | ----- | ----- | ----- | ----- | ----- | ------ | ------ |
| 09.02.2021 | 18:30 | VK ČEZ Karlovarsko    | 3:0   | VfB Friedrichshafen   | 25:0  | 25:0  | 25:0  |       |       | —      | raport |
| 09.02.2021 | 21:00 | Itas Trentino         | 3:0   | Lokomotiw Nowosybirsk | 25:19 | 25:20 | 25:15 |       |       | 0      | raport |
| 10.02.2021 | 18:30 | VK ČEZ Karlovarsko    | 1:3   | Itas Trentino         | 22:25 | 25:23 | 20:25 | 22:25 |       | 0      | raport |
| 10.02.2021 | 21:00 | VfB Friedrichshafen   | 0:3   | Lokomotiw Nowosybirsk | 0:25  | 0:25  | 0:25  |       |       | —      | raport |
| 11.02.2021 | 18:30 | VfB Friedrichshafen   | 0:3   | Itas Trentino         | 0:25  | 0:25  | 0:25  |       |       | —      | raport |
| 11.02.2021 | 21:00 | Lokomotiw Nowosybirsk | 3:2   | VK ČEZ Karlovarsko    | 25:20 | 29:31 | 27:29 | 25:23 | 15:13 | 0      | raport |

#### Klasyfikacja drużyn z drugich miejsc
| Lp. | Drużyna                     | Mecze | Mecze   | Mecze   | Pkt | Sety | Sety | Sety  | Małe punkty | Małe punkty | Małe punkty |
| Lp. | Drużyna                     | M     | W (3:2) | P (2:3) | Pkt | wyg. | prz. | ratio | zdob.       | str.        | ratio       |
| --- | --------------------------- | ----- | ------- | ------- | --- | ---- | ---- | ----- | ----------- | ----------- | ----------- |
| B2  | Cucine Lube Civitanova      | 6     | 5 (0)   | 1 (0)   | 15  | 15   | 5    | 3.000 | 479         | 313         | 1.530       |
| A2  | PGE Skra Bełchatów          | 6     | 4 (0)   | 2 (1)   | 13  | 14   | 9    | 1.556 | 524         | 480         | 1.092       |
| C2  | Berlin Recycling Volleys    | 6     | 4 (0)   | 2 (0)   | 12  | 12   | 6    | 2.000 | 406         | 266         | 1.526       |
| D2  | Verva Warszawa Orlen Paliwa | 6     | 4 (1)   | 2 (1)   | 12  | 14   | 9    | 1.556 | 513         | 487         | 1.053       |
| E2  | Lokomotiw Nowosybirsk       | 6     | 3 (1)   | 3 (1)   | 9   | 11   | 12   | 0.917 | 513         | 461         | 1.113       |

     awans do ćwierćfinału

### Faza play-off

#### Ćwierćfinały
| Data       | Godz. | Drużyna 1                | Wynik | Drużyna 2                          | 1     | 2     | 3     | 4     | 5     | Złoty set | Widzów | *      |
| ---------- | ----- | ------------------------ | ----- | ---------------------------------- | ----- | ----- | ----- | ----- | ----- | --------- | ------ | ------ |
| 24.02.2021 | 20:30 | PGE Skra Bełchatów       | 1:3   | Zenit Kazań                        | 23:25 | 25:19 | 23:25 | 19:25 |       |           | 0      | raport |
| 04.03.2021 | 18:00 | PGE Skra Bełchatów       | 2:3   | Zenit Kazań                        | 25:22 | 19:25 | 17:25 | 25:13 | 12:15 | 3000      | raport |        |
| 24.02.2021 | 18:00 | Cucine Lube Civitanova   | 1:3   | Grupa Azoty ZAKSA Kędzierzyn-Koźle | 23:25 | 25:14 | 21:25 | 21:25 |       | 14:16     | 0      | raport |
| 03.03.2021 | 18:00 | Cucine Lube Civitanova   | 3:0   | Grupa Azoty ZAKSA Kędzierzyn-Koźle | 25:22 | 26:24 | 26:24 |       |       | 14:16     | 0      | raport |
| 25.02.2021 | 19:30 | Berlin Recycling Volleys | 1:3   | Itas Trentino                      | 19:25 | 23:25 | 28:26 | 17:25 |       |           | 0      | raport |
| 04.03.2021 | 19:00 | Berlin Recycling Volleys | 0:3   | Itas Trentino                      | 22:25 | 21:25 | 14:25 |       |       | 0         | raport |        |
| 23.02.2021 | 18:00 | Leo Shoes Modena         | 3:0   | Sir Sicoma Monini Perugia          | 25:21 | 25:18 | 25:22 |       |       | 5:15      | 0      | raport |
| 02.03.2021 | 20:30 | Leo Shoes Modena         | 0:3   | Sir Sicoma Monini Perugia          | 23:25 | 18:25 | 21:25 |       |       | 5:15      | 0      | raport |

#### Półfinały
| Data       | Godz. | Drużyna 1     | Wynik | Drużyna 2                          | 1     | 2     | 3     | 4     | 5     | Złoty set | Widzów | *      |
| ---------- | ----- | ------------- | ----- | ---------------------------------- | ----- | ----- | ----- | ----- | ----- | --------- | ------ | ------ |
| 18.03.2021 | 19:00 | Zenit Kazań   | 2:3   | Grupa Azoty ZAKSA Kędzierzyn-Koźle | 25:22 | 25:22 | 27:29 | 22:25 | 14:16 | 13:15     | 1900   | raport |
| 24.03.2021 | 18:00 | Zenit Kazań   | 3:2   | Grupa Azoty ZAKSA Kędzierzyn-Koźle | 25:17 | 16:25 | 21:25 | 30:28 | 20:18 | 13:15     | 0      | raport |
| 18.03.2021 | 19:00 | Itas Trentino | 3:0   | Sir Sicoma Monini Perugia          | 25:21 | 25:16 | 25:23 |       |       |           | 0      | raport |
| 24.03.2021 | 20:30 | Itas Trentino | 2:3   | Sir Sicoma Monini Perugia          | 22:25 | 17:25 | 25:23 | 25:17 | 6:15  | 0         | raport |        |

### Finał
| Data       | Godz. | Drużyna 1                          | Wynik | Drużyna 2     | 1     | 2     | 3     | 4     | 5 | Widzów | *      |
| ---------- | ----- | ---------------------------------- | ----- | ------------- | ----- | ----- | ----- | ----- | - | ------ | ------ |
| 01.05.2021 | 20:30 | Grupa Azoty ZAKSA Kędzierzyn-Koźle | 3:1   | Itas Trentino | 25:22 | 25:22 | 20:25 | 28:26 |   |        | raport |

## Nagrody indywidualne
| Najlepszy zawodnik (MVP)                             |
| ---------------------------------------------------- |
| Aleksander Śliwka Grupa Azoty ZAKSA Kędzierzyn-Koźle |